# Philippe-Antoine Grouvelle
Pour les articles homonymes, voir Grouvelle.
Philippe-Antoine Grouvelle, né le 27 février 1757 à Paris et mort le 1er octobre 1806 à Varennes, est un homme de lettres et journaliste français.

## Biographie
Fils de l'orfèvre parisien Henri François Grouvelle et petit-fils d'Edme-François Gersaint, Grouvelle est placé chez un notaire, qui, le voyant plus occupé à faire des vers que des actes, le congédie. Chamfort le prend pour secrétaire et, lorsqu’il quitte l’emploi de secrétaire des commandements du prince de Condé, il obtient que Grouvelle le remplace.
Grovuelle réussit dans cet emploi. A Versailles, la reine fait représenter le petit opéra des Prunes qu’il a composé avec Antoine Desprez. Le 20 juin 1788, il fait représenter au Théâtre-Français une comédie ayant pour titre l’Épreuve délicate, qui n'a qu’une seule représentation et n'est pas imprimée.
Lorsqu'éclate la Révolution, Grouvelle en adopte les principes. Il publie des libelles. Il est un des fondateurs du club de 1789 et, en publiant une brochure politique, la date du palais Bourbon même. Il ne peut plus, dès lors, conserver ses fonctions près du prince de Condé. Après l’avoir quitté, il s’associea à Chamfort, Cerutti et Rabaut de Saint-Étienne pour publier la Feuille villageoise.
Devenu, en août 1792, secrétaire du conseil exécutif provisoire, il lui faut porter à Louis XVI, au Temple, l’arrêt qui le condamne à mort. Cléry, dans ses Mémoires, dit que « Grouvelle lut l’arrêt d’une voix faible et tremblante, et qu’il sortit de la prison dans un état d’agitation marqué ».
En mai 1793, Grouvelle est envoyé en Danemark comme ministre de France, et remplit ses fonctions jusqu’en 1800. Il est alors appelé au Corps législatif, où il siége jusqu’en septembre 1802.
Nommé, en 1796, associé de l’Institut, devenu en 1803 correspondant de la troisième classe (histoire et littérature ancienne), il se présente pour une place de membre titulaire. Des attaques violentes, dirigées contre lui dans les journaux, à raison des fonctions qu’il avait remplies en 1793, l’affectent vivement. Il meurt en 1806.
Gendre de Jean d'Arcet, il est le père de Laure Grouvelle et le grand-père d'Antoine Henri Grouvelle (en).

## Publications
- Satire universelle, prospectus dédié à toutes les puissances de l’Europe, Paris, 1788, in-8° ;Pamphlet piquant dirigé contre Rivarol, que Grouvelle composa avec Cerutti et qui a été inséré dans les Œuvres de ce dernier.
- De l’autorité de Montesquieu dans la révolution présente, Paris, février 1789, in-8° ;Réimprimé dans le t. VII de la Bibliothèque de l’Homme public.
- Adresse des habitants du ci-devant bailliage de… à M. de…, leur député à l’Assemblée nationale, sur son duel et sur le préjugé du point d’honneur, Paris, 1796, in-8° ;Réimprimé sous le titre de Point de duel ou point de constitution ; Adresse des habitants du ci-devant bailliage, etc., 1790, in-8°
- Réponse à tout petit colloque entre un sénateur allemand et un républicain français, Taciturnus Memoriosas, traduit librement par un sans-culotte, Copenhague, 1793, in-8° ;
- Lettre en vers à ma sœur sur le roman philosophique et sentimental de Woldemar, Copenhague, 1797, in-8° ;
- Mémoire historique sur les Templiers, ou éclaircissements sur leur procès, les accusations intentées contre eux et les causes secrètes de leur ruine, puisés en grande partie dans plusieurs monuments ou écrits publiés en Allemagne, Paris, 1805, in-8°

Grouvelle a également donné une édition des Lettres de la marquise de Sévigné, avec un précis et des notes historiques; 1806, 8 vol. in-8°, ou 11 vol. in-12, et les Œuvres de Louis XIV, 1806, 6 vol. in-8°, avec Grimoard, qui avait été chargé de la partie militaire de cet ouvrage.